# Clube de Turfe de Singapura
As novas instalações da Escola de Equitação do Turf Club de Singapura estará completa em 2009, ocupando um espaço de 5 hectares perto do percurso de corridas Kranji, e é uma popular e a única instalação de corridas de cavalos de competição na Singapura. Aqui se realiza a Taça de Singapura anual e a semana nacional de corridas de cavalo.
O espaço atual tem um picadeiro, sendo assim ideal para provas de saltos. Este picadeiro tem uma bancada para 1500 espetadores, tem um parque automóvel e está perto da estação de comboios MRT de Kranji, estando bem acessível por transportes públicos.
A escola é um local bom para provas internacionais de hipismo.

## Jogos Olímpicos da Juventude Singapura 2010
As novas instalações da escola estão situadas a cerca de 20 minutos de viagem de autocarro da Aldeia Olímpica da Juventude.
Acolherão provas de hipismo nas Olimpíadas da Juventude Singapura 2010.